# Севское викариатство
Се́вское викариатство — полусамостоятельное викариатство Московской епархии Русской православной церкви, существовавшее в 1764—1788 годах.

## История
В 1681 году на Поместном соборе царём Фёдором Алексеевичем было предложено организовать в Севске архиепископскую кафедру. К кафедре отнесли пять городов с уездами: Брянск, Севск, Путивль, Рыльск и Трубчевск. Тем не менее, епископы шли на учреждение новых епархий неохотно, и кафедра в Севске тогда не появилась.
Согласно расписанию епархий российской церкви, утвержденного 14 июня 1764 года Екатериной II учреждалась Севское полусамостоятельное викариатство-епархия в составе обширной на тот момент Московской епархии. Севск к тому времени был центром Севской провинции. В новое викариатство вошли города Севск, Брянск, Трубчевск, Карачев, Мценск, отошедшие от Московской епархии; Орёл и Кромы — от Коломенской. Епископы носили титул Севских и Брянских. Указом синода 26 июня местом резиденции этой епархии («Архиерейского дома») определялся Севский Спасо-Преображенский монастырь. Благодаря созданию епископской кафедры в Севске разрешилась проблема удаленности этих мест от епархиального центра.
Второй епископ Севский и Брянский Кирилл (Флоринский) учредил при архиерейском доме Ставленническую контору для обучения кандидатов на священнические и церковные должности. Епископы сами производили испытания духовных лиц с целью добиться правильного и разумного совершения ими служб.
В 1778 году стараниями третьего епископа Севского Амвросия (Подобедова) была основана Севская духовная семинария. Окончательное ее устройство относится ко времени пятого епископа Севского Феоктиста, когда в 1784 году был открыт в семинарии богословский класс.
Викариатство было ликвидировано после указом Святейшего Синода от 17 мая 1788 года (по старому стилю) на основании Высочайшего указа от 6 мая того же года о разделении епархий в соответствии с разделением Российской империи на губернии.

## Епископы
- 8 августа 1764 — 17 декабря 1767 — Тихон (Якубовский)
- 13 января 1768 — 26 апреля 1778 — Кирилл (Флоринский)
- 5 июля 1778 — 28 апреля 1782 — Амвросий (Подобедов)
- 5 июля 1782 — 22 сентября 1783 — Дамаскин (Руднев)
- 7 января 1784 — 9 февраля 1787 — Феоктист (Мочульский)